# Melpomene youngii
Melpomene youngii är en stensöteväxtart som först beskrevs av Robert G. Stolze, och fick sitt nu gällande namn av B.León och Alan Reid Smith. Melpomene youngii ingår i släktet Melpomene och familjen Polypodiaceae. Inga underarter finns listade.